# Muzeum Regionalne „Na Grapie” w Jaworzynce
Muzeum Regionalne „Na Grapie” w Jaworzynce – prywatne muzeum położone w Jaworzynce, na terenie przysiółka Gorzołki. 
Muzeum powstało w 1993 roku z inicjatywy pisarza i poety Jerzego Ruckiego. Obecnie jest prowadzone przez Towarzystwo Przyjaciół Muzeum Regionalnego „Na Grapie”. Zostało zorganizowane w przeniesionej tu drewnianej chacie z 1920 roku. Na ekspozycję składają się: stroje istebniańskie, przedmioty codziennego użytku, instrumenty muzyczne oraz prace miejscowych twórców. W izbie znajduje się kurny piec, osadzony na odwróconych świerkowych korzeniach i służący do suszenia ziół. Natomiast w pochodzącej z lat 30. XX wieku stodole znajduje się ekspozycja maszyn i urządzeń rolniczych.

Oprócz działalności wystawienniczej, muzeum organizuje warsztaty m.in. z wytwarzania żywności tradycyjnymi metodami (masło, chleb, twaróg), kowalstwa, haficarstwa oraz wyplatania koszy. Przy placówce działa również zespół regionalny oraz grupa śpiewacza.
Obiekt świadczy również usługi noclegowe (20 miejsc).
Muzeum czynne jest od kwietnia do września, przy czym w okresie lipiec-sierpień we wszystkie dni tygodnia, zaś w pozostałych miesiącach – z wyjątkiem poniedziałków.

## Piesze szlaki turystyczne
- Muzeum na Grapie - Jasnowice, skąd:
  - do Jaworzynki Trzycatka i dalej do dawnego przejście granicznego Jaworzynka-Hrčava-Čierne
  - do Istebnej Suszków, skąd:
    - na Stożek Wielki (schronisko PTTK) przez Kiczory i dalej do Wisły,
    - do Izby Pamięci Jerzego Kukuczki (Istebna Wilcze) i dalej na przełęcz Kubalonkę